# コリメーター

粒子におけるコリメーターの例

コリメーター (英: collimator) とは、粒子や波（光など）を平行にする装置。　
日本語では視準器とも呼ばれている。

## 光学用途

光学におけるコリメーターの例

コリメーターの原理

光学機器の製造、調整に使うためのもので、完全な平行光線、つまり、無限遠にある点光源が光源であるとみなせる光線群を作るものである。光学系を構成するレンズやミラーを正確に傾きなく組み付けたり、焦点の位置を調整するために使う。
焦点の調整とは、仕様通りの焦点距離となるように調整することであり、また、どのような対象物に対してもピントが合うように調整することともいえる。具体的には、一般的な望遠鏡やカメラのレンズでは、焦点距離は無限遠にピントを合わせた状態で表す、かつ、無限遠から近距離までにピントが合う必要があるために、そのような調整が必要となる。充分な精度で調整されていない場合、ピントが合わない場合があるだけでなく、望遠鏡の接眼レンズを交換したり、カメラのレンズを交換することができなくなる。
従来のコリメーターは、平行光線を作る光学系と、対物側に置かれた光源に書かれたパターンを肉眼で確認して調整するものが一般的であったが、近年はレーザー光線を使ったものも広く使われている。

## 原子力用途
原子核、または分子線などの実験、測定において、ビームを細く絞ることで、粒子の経路を平行にするもの。蛍光X線分析装置などに使う。

## 軍事用途

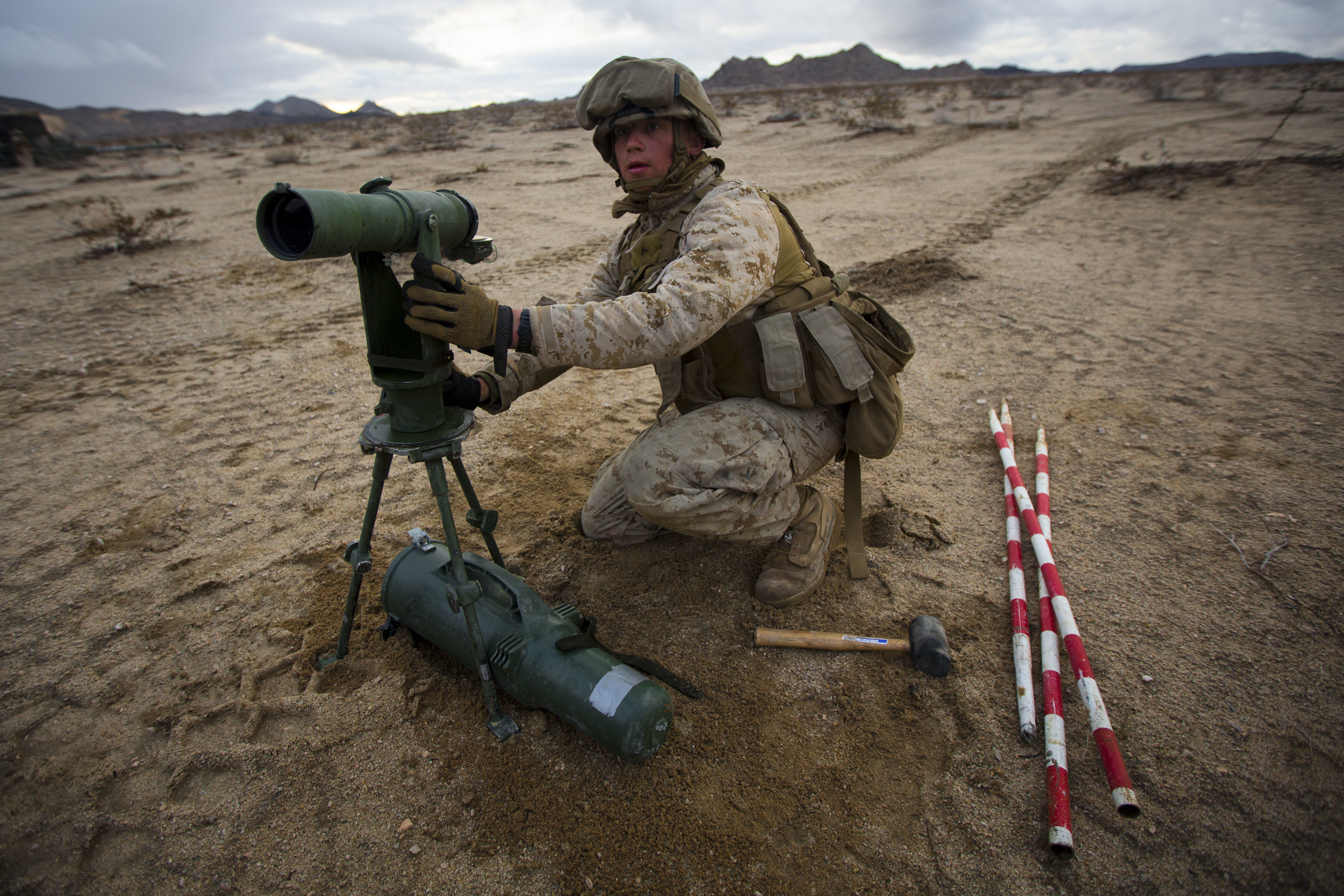
コリメーターを使用するアメリカ海兵隊員

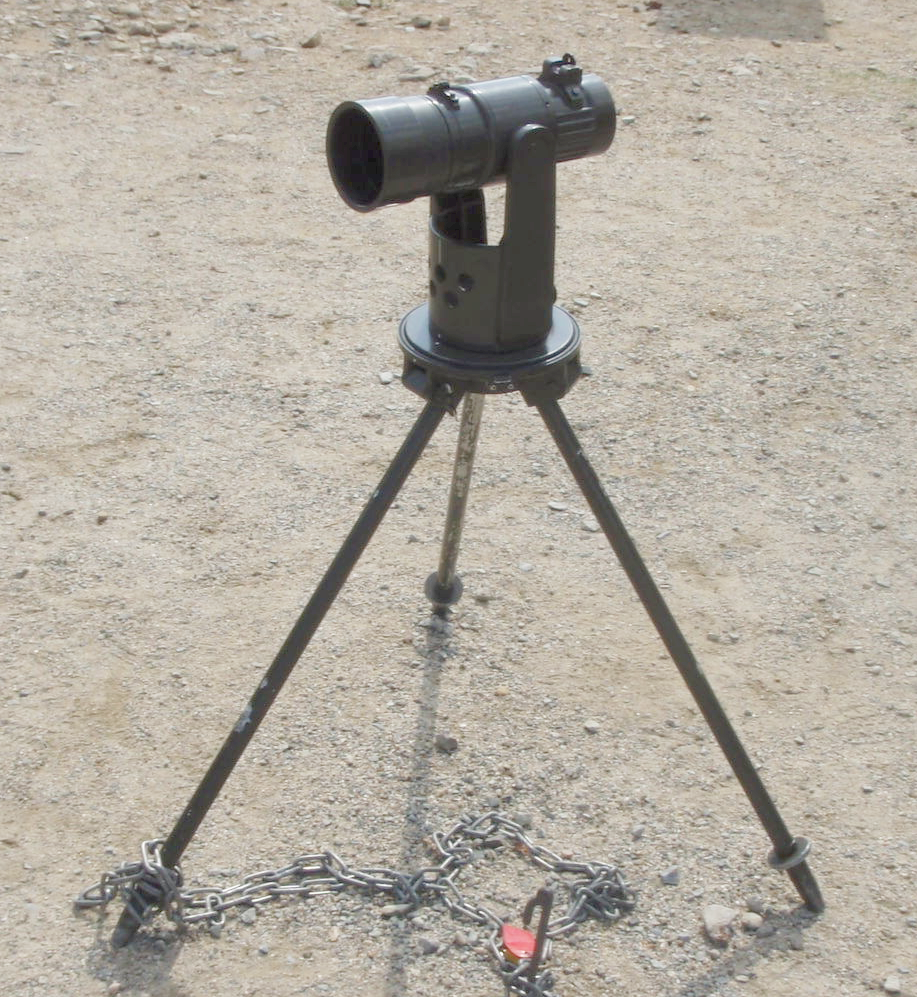
陸上自衛隊の照準コリメータⅡ型

平行光線が得られることを利用して、銃や砲の直接照準器 (ダットサイト等) として使われる場合がある。
小銃であれば、従来の照準器は照星 (フロントサイト)、照門 (リアサイト)、目標の三点を見通すことで照準していたが、コリメーターであればコリメーター内のレティクルを目標に合わせるだけでよく、また覗く位置が多少ずれても正確に狙えるという大きな利点がある。
間接射撃においても、火砲を設置する際に方向盤 (Aiming Circle、方位磁針を使用して正確な方位角を測定する装置) 等によって射向付与を行った後に砲側に設置して射撃の際の照準点として使用されている。
かつては標桿と呼ばれる棒を一点から見たときに重なるように遠近1本ずつ刺し、それをパノラマ眼鏡で照準していたが、コリメーターの発明により準備時間の短縮と精度の向上が可能となった。
一例として、火砲の砲身が方位角「0ミル」（ミルの円周は6400ミル）を指向した状態で、火砲に搭載されたパノラマ眼鏡を右真横の「1600ミル」に向ける。そのレティクルの中央線とコリメーターの中央線が合うようにコリメーターを設置しておけば、射撃で砲身を左右に動かしたとしても、パノラマ眼鏡を「1600ミル」に向けた状態で砲身を旋回させてコリメーターの中央線を再照準することで砲身を「0ミル」に戻すことができる。
射撃する際も同様であり、砲身を「0ミル」の状態から「50ミル」に向けて射撃したいならば、パノラマ眼鏡を定位の「1600ミル」から「1550ミル」（砲身を指向したい方向とは逆方向に向ける）に向けた状態で、砲身を動かしてパノラマ眼鏡のレティクルの中央線をコリメーターの中央線に導けば砲身は「50ミル」を指向する。
射撃の反動で火砲が後退してコリメーターの中央線が視認出来なくなったとしても、コリメーターは平行光線を出しているため、コリメーターのレティクルに振られた数字が見えていれば、その数字とパノラマ眼鏡のレティクルに振られた数字を一致させて正確な射撃が可能である。ただし後退の幅が大きくコリメーターの鏡胴内部が完全に見えなくなってしまった場合は再度火砲の射向付与とコリメーター設置が必要になる。またコリメーター内に振られた数字の左右を間違えると（たとえば右に「5ミル」なのか左に「5ミル」なのか）まったく別の方位角を砲身が指向してしまう危険がある。
なお、1km先の目標を射撃する際に方位角を1ミル誤ると弾着は1mずれ、10km先であれば10mずれることになる。コリメーターを火砲から見てどこ方向に立てるのかは、火砲の特性によって異なり、特に決まっていない。

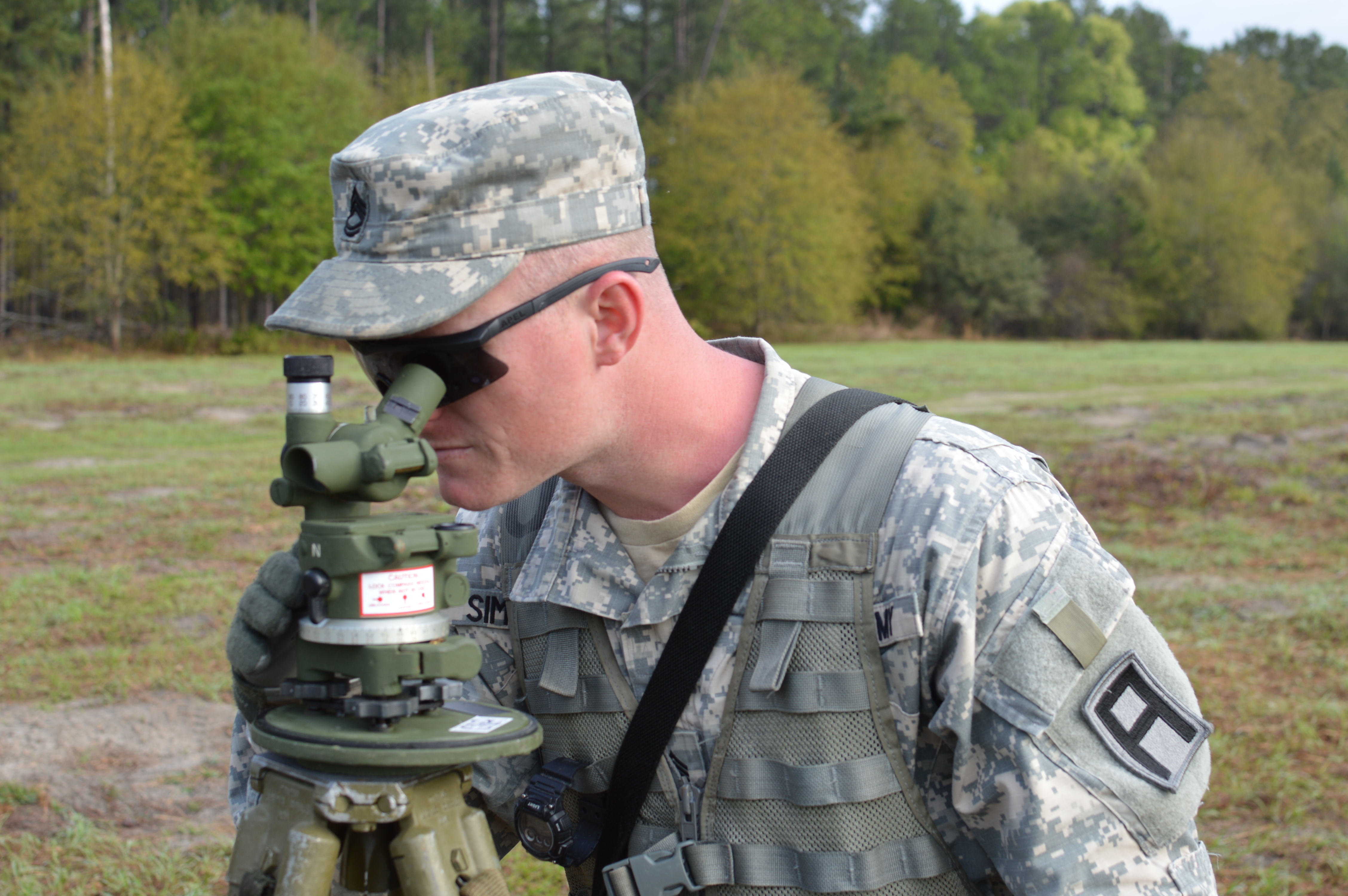
アメリカ軍のM2A2方向盤
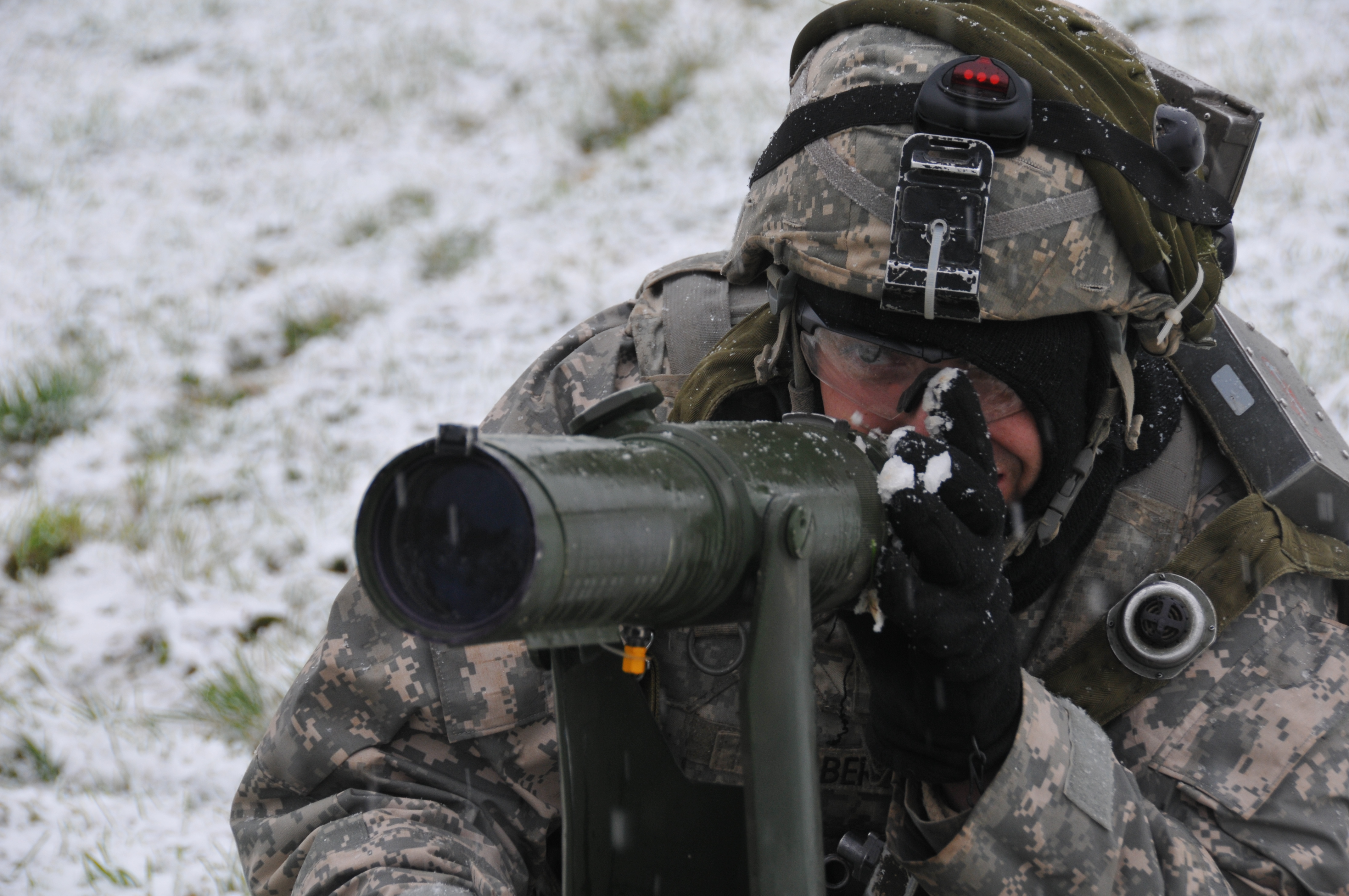
M777 155mm榴弾砲用のコリメーター
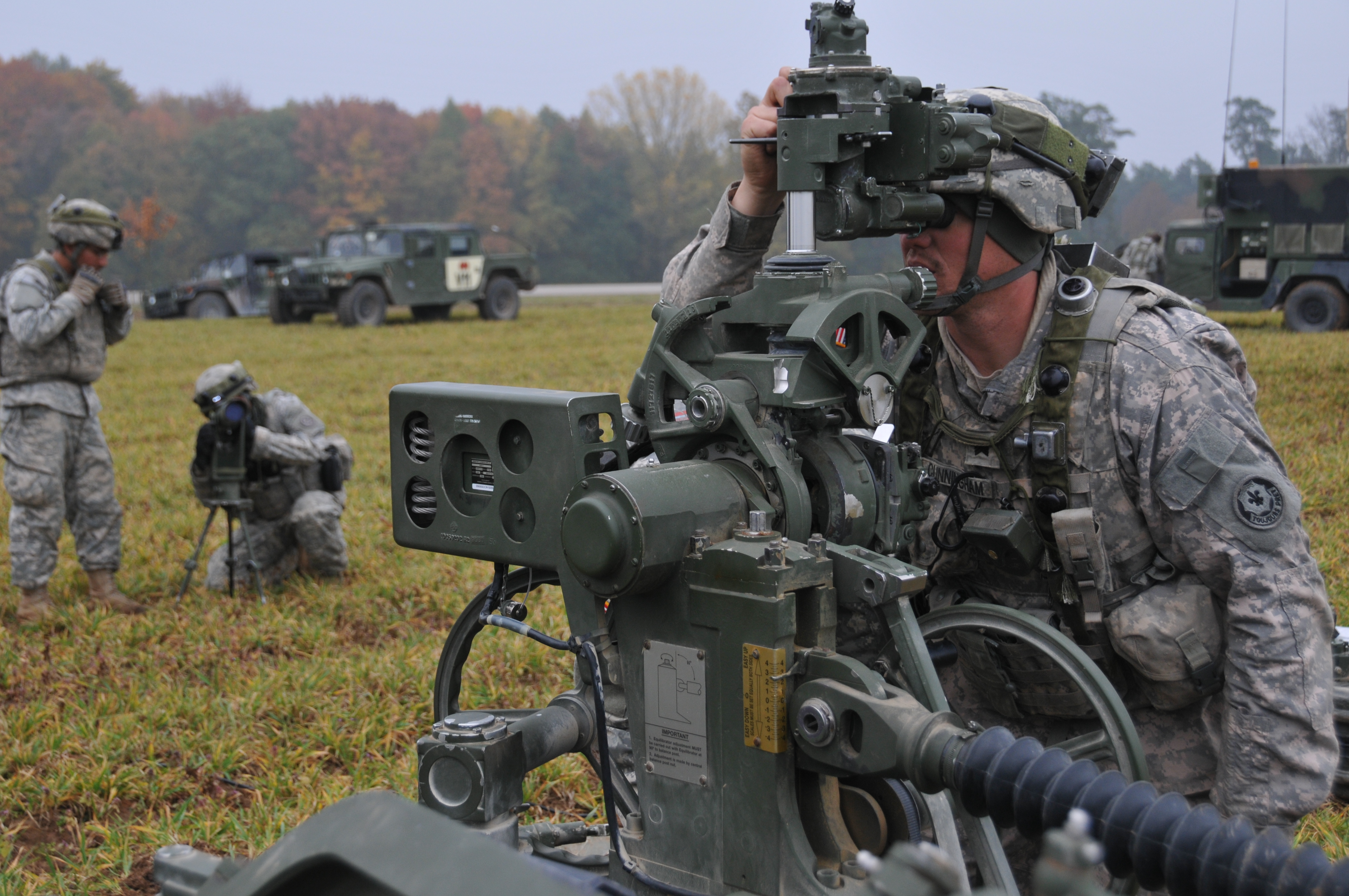
火砲のパノラマ眼鏡を使ってコリメーターを設置する様子
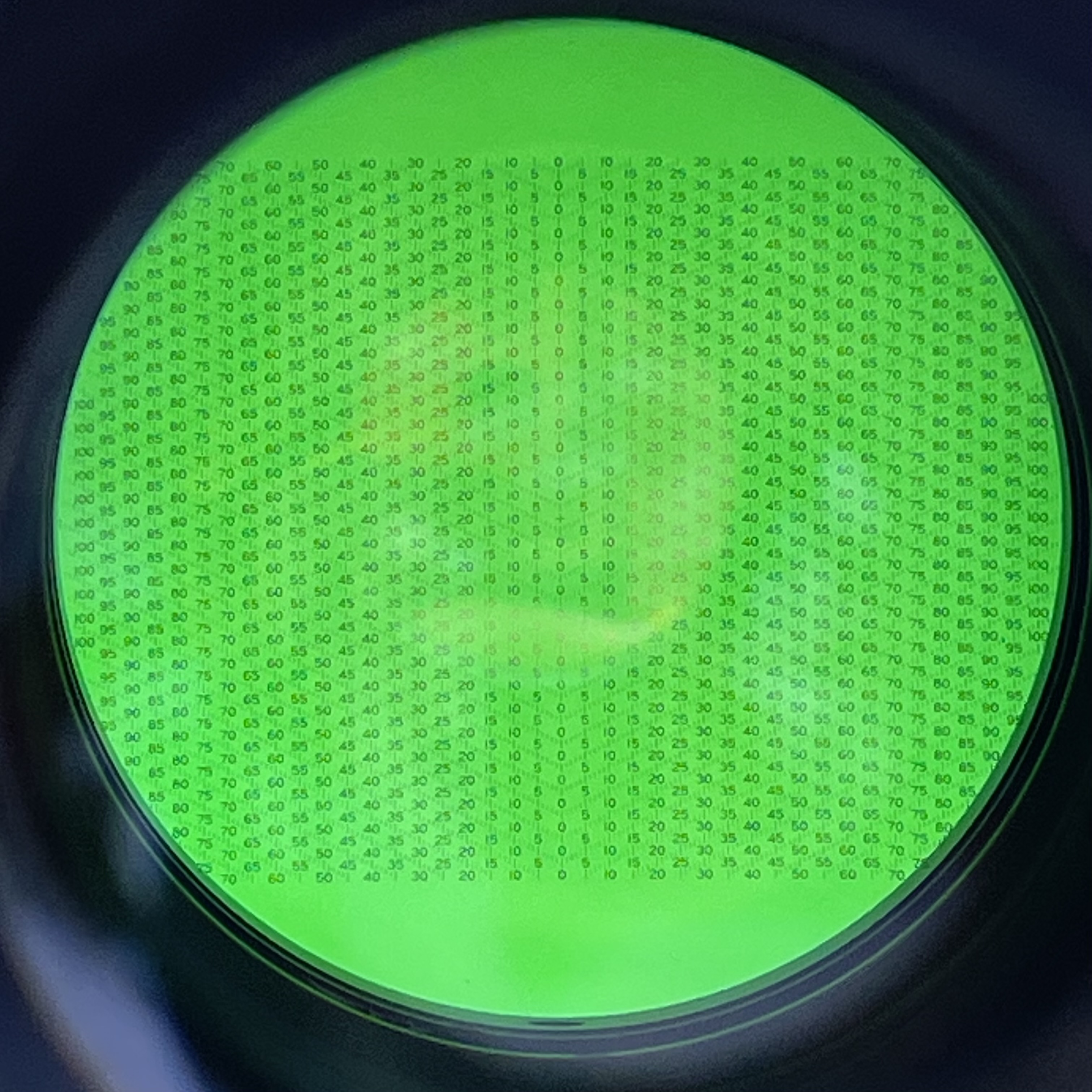
陸上自衛隊 120mm重迫撃砲の照準コリメーターを砲側から見た様子。